# Pontus Engblom
Pontus Engblom (Sundsvall, 1991. november 3. –) svéd korosztályos válogatott labdarúgó, a GIF Sundsvall csatárja.

## Pályafutása

### Klubcsapatokban
Engblom a svédországi Sundsvall városában született. Az ifjúsági pályafutását a helyi IFK Sundsvall akadémiájánál kezdte.
2007-ben mutatkozott be az IFK Sundsvall felnőtt csapatában. 2009-ben átigazolt az első osztályban szereplő AIK-hoz. 2009-es és 2010-es szezonokban a Väsby United és a Västerås, majd a 2011-es szezonban a GIF Sundsvall csapatát erősítette kölcsönben, ahol összesen 30 mérkőzésen lépett pályára és 13 gólt ért el. 2012-ben a norvég első osztályban érdekelt Haugesundhoz szerződött. 2013-ban szintén kölcsönben visszatért egy idényre a GIF Sundsvall csapatához. 2015-ben a Sandnes Ulfhoz, majd 2017-ben a Strømsgodsethez igazolt. 2017. április 6-án, az Brann ellen 3–0-ra elvesztett mérkőzés, 71. percében Marcus Pedersent váltva debütált. 2018 februárjában a Sandefjord szerződtette. Először a 2018. március 11-ei, Molde elleni bajnoki 61. percében, Pau Morer cseréjeként lépett pályára. Első két gólját 2018. április 2-án, a Start ellen 4–1-re megnyert mérkőzésen szerezte. 2020. január 16-án ötéves szerződést kötött a másodosztályú GIF Sundsvall együttesével. A ligában 2020. június 16-án, Umeå ellen 3–1-re megnyert mérkőzésen debütált és egyben megszerezte első két gólját is a klub színeiben.

### A válogatottban
Engblom 5-5 mérkőzés erejéig az U17-es és U19-es korosztályokban is képviselte Svédországot.

## Statisztikák
2022. november 6. szerint
| Klub                       | Szezon   | Osztály     | Bajnokság | Bajnokság | Kupa  | Kupa | Nemzetközi | Nemzetközi | Összesen | Összesen |
| Klub                       | Szezon   | Osztály     | Meccs     | Gól       | Meccs | Gól  | Meccs      | Gól        | Meccs    | Gól      |
| -------------------------- | -------- | ----------- | --------- | --------- | ----- | ---- | ---------- | ---------- | -------- | -------- |
| AIK                        | 2009     | Allsvenskan | 2         | 0         | 0     | 0    | —          | —          | 2        | 0        |
| AIK                        | 2010     | Allsvenskan | 17        | 0         | 0     | 0    | —          | —          | 17       | 0        |
| AIK                        | 2012     | Allsvenskan | 6         | 1         | 0     | 0    | —          | —          | 6        | 1        |
| AIK                        | Összesen | Összesen    | 25        | 1         | 0     | 0    | 0          | 0          | 25       | 1        |
| Väsby United (kölcsönben)  | 2009     | Superettan  | 14        | 1         | 0     | 0    | —          | —          | 14       | 1        |
| Väsby United (kölcsönben)  | 2010     | Superettan  | 5         | 0         | 0     | 0    | —          | —          | 5        | 0        |
| Väsby United (kölcsönben)  | Összesen | Összesen    | 19        | 1         | 0     | 0    | 0          | 0          | 19       | 1        |
| GIF Sundsvall (kölcsönben) | 2011     | Superettan  | 30        | 13        | 0     | 0    | —          | —          | 30       | 13       |
| Haugesund                  | 2012     | Tippeligaen | 12        | 2         | 1     | 0    | —          | —          | 13       | 2        |
| Haugesund                  | 2013     | Tippeligaen | 12        | 0         | 4     | 4    | —          | —          | 16       | 4        |
| Haugesund                  | 2014     | Tippeligaen | 7         | 1         | 2     | 0    | —          | —          | 9        | 1        |
| Haugesund                  | Összesen | Összesen    | 31        | 3         | 7     | 4    | 0          | 0          | 38       | 7        |
| GIF Sundsvall (kölcsönben) | 2013     | Superettan  | 6         | 0         | 0     | 0    | —          | —          | 6        | 0        |
| Sandnes Ulf                | 2015     | OBOS-ligaen | 26        | 17        | 1     | 0    | —          | —          | 27       | 17       |
| Sandnes Ulf                | 2016     | OBOS-ligaen | 30        | 26        | 3     | 2    | —          | —          | 33       | 28       |
| Sandnes Ulf                | Összesen | Összesen    | 56        | 43        | 4     | 2    | 0          | 0          | 60       | 45       |
| Strømsgodset               | 2017     | Eliteserien | 18        | 0         | 2     | 3    | —          | —          | 20       | 3        |
| Sandefjord                 | 2018     | Eliteserien | 28        | 6         | 1     | 1    | —          | —          | 29       | 7        |
| Sandefjord                 | 2019     | OBOS-ligaen | 27        | 19        | 2     | 0    | —          | —          | 29       | 19       |
| Sandefjord                 | Összesen | Összesen    | 55        | 25        | 3     | 1    | 0          | 0          | 58       | 26       |
| GIF Sundsvall              | 2020     | Superettan  | 30        | 20        | 3     | 1    | —          | —          | 33       | 21       |
| GIF Sundsvall              | 2021     | Superettan  | 30        | 9         | 3     | 0    | —          | —          | 33       | 9        |
| GIF Sundsvall              | 2022     | Allsvenskan | 27        | 11        | 3     | 3    | —          | —          | 30       | 14       |
| GIF Sundsvall              | Összesen | Összesen    | 87        | 40        | 9     | 4    | 0          | 0          | 96       | 44       |
| Összesen                   | Összesen | Összesen    | 327       | 126       | 25    | 14   | 0          | 0          | 352      | 140      |

## Sikerei, díjai
AIK
- Allsvenskan
  - Bajnok (1): 2009

- Svéd Kupa
  - Győztes (1): 2009

- Svéd Szuperkupa
  - Győztes (1): 2010

Egyéni
- OBOS-ligaen
  - Gólkirály: 2015, 2016, 2019

- Superettan
  - Gólkirály: 2020

## Fordítás
Ez a szócikk részben vagy egészben  a   Pontus Engblom című angol Wikipédia-szócikk fordításán alapul.  Az eredeti cikk szerkesztőit annak laptörténete sorolja fel. Ez a jelzés csupán a megfogalmazás eredetét és a szerzői jogokat jelzi, nem szolgál a cikkben szereplő információk forrásmegjelöléseként.